# Robert Naeye
Robert Naeye, (Woluwe-Saint-Lambert, 22 de juny de 1917 - Schaerbeek, 9 de setembre de 1998) fou un ciclista belga, que va destacar en les curses de sis dies en què va aconseguir quatre victòries.
Un cop retirat va dirigir diferents equips entre el que destaca el Peugeot.

## Palmarès
- 1947
  - 1r als Sis dies de París (amb Achiel Bruneel)
- 1949
  - 1r als Sis dies de Múnic (amb Maurice Depauw)
- 1950
  - 1r als Sis dies de Múnic (amb René Adriaenssens)
- 1951
  - 1r als Sis dies de Saint-Étienne (amb Ernest Thyssen)